# Bremsplatten

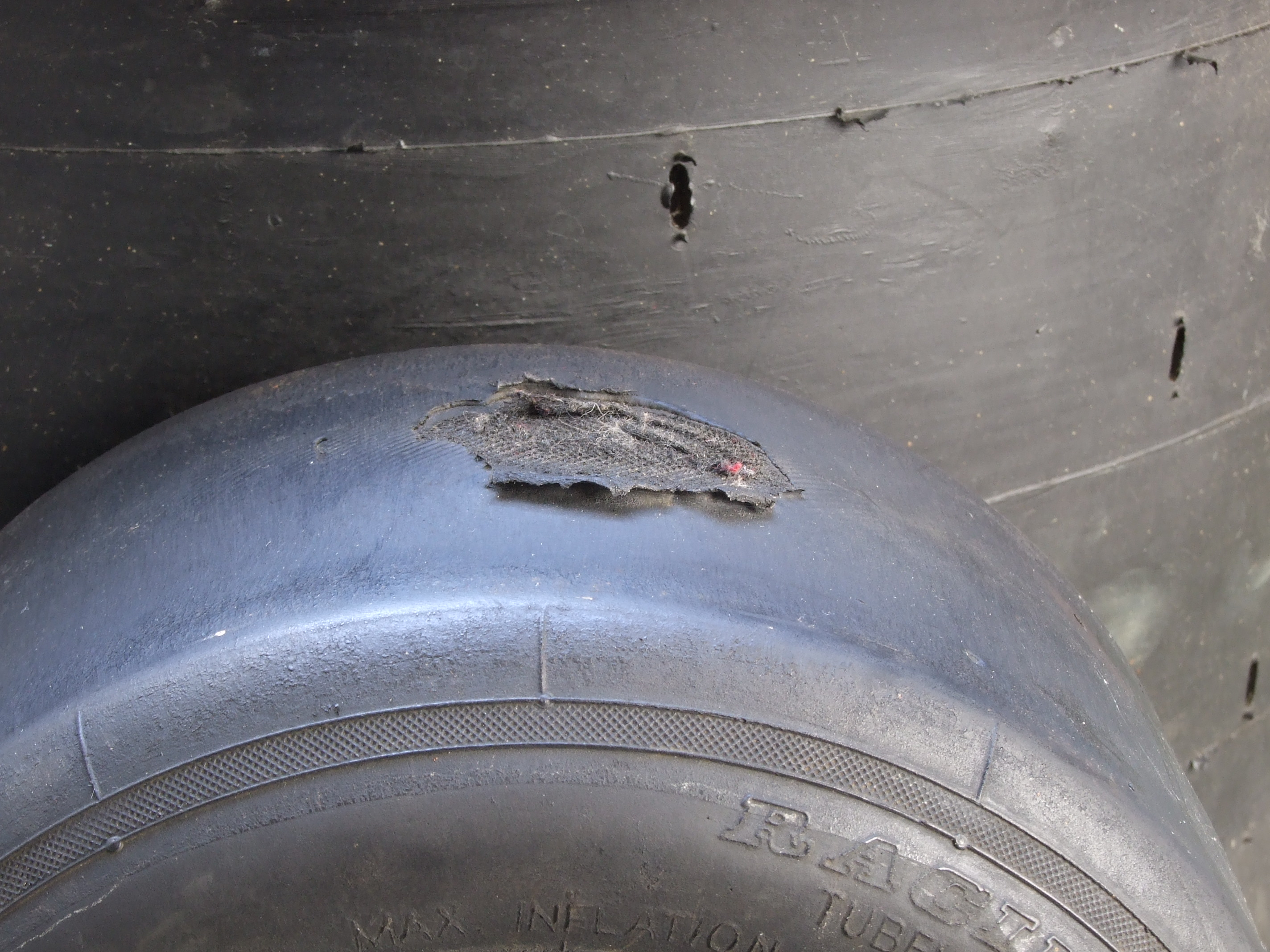
Bremsplatten mit sichtbarer Beschädigung der Karkasse an einem Kartreifen

Ein Bremsplatten ist eine Flachstelle auf der Lauffläche von Reifen, die bei extremen Bremsvorgängen auf einem festen Untergrund wie Asphalt durch ein blockierendes Rad entstehen kann. Dabei wird ein Reifen beim Bremsvorgang an nur einer Stelle abgerieben und damit eine Reifenunwucht hervorgerufen.
Bei Schienenfahrzeugen ist dieses Phänomen als Flachstelle bekannt.
Bei Straßenfahrzeugen wirkt diesem Effekt das Antiblockiersystem entgegen; Bremsplatten treten daher nur auf bei Fahrzeugen ohne ABS (viele Motorrad-Modelle; Rennsport) oder bei blockierten Bremsen (z. B. LKW-Anhänger mit defektem Druckluftschlauch).

## Ursachen

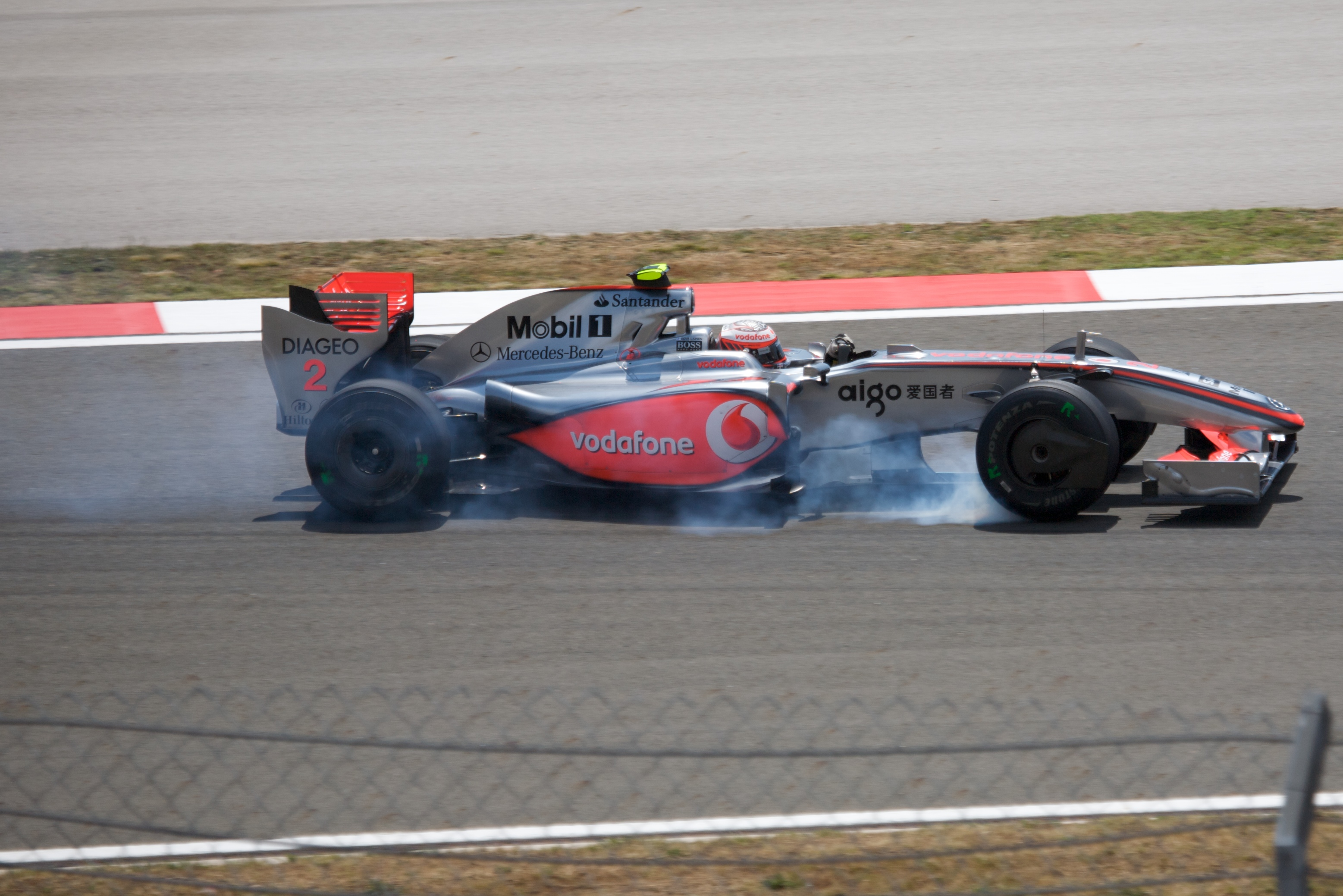
Verbremser von Heikki Kovalainen in einem McLaren-Mercedes (2009)

Im Motorsport ist ein Rennfahrer bestrebt, sein Fahrzeug möglichst spät und stark zu verzögern. Da in den meisten Rennserien die Verwendung eines Antiblockiersystems verboten ist, kann es bei starker Verzögerung zum Blockieren eines Rades kommen. Durch die Reibung des Reifens auf der Fahrbahnoberfläche kommt es zu hohen Temperaturen und starkem Abrieb an dieser Stelle des Reifens.
Auch bei einem Dreher kommt es leicht zu Bremsplatten an mehreren Reifen, wenn beim Drehvorgang gebremst wird und die Räder gewollt blockieren.
Reifen im Straßenverkehr sind für eine vielfach höhere Laufleistung als im Rennsport ausgelegt (anderer Härtegrad), so dass die Reibung und damit auch die Abnutzung eines Reifens auf der Fahrbahnoberfläche deutlich geringer ist. Zusätzlich verhindert bei den meisten Fahrzeugen das ABS ein Stillstehen der Räder, um die Lenkbarkeit zu erhalten.
Bei LKW-Anhängern führt ein defekter oder nicht angeschlossener Druckluftschlauch der Druckluftbremse zu blockierenden Rädern am Anhänger – zur Sicherheit, damit ein alleinstehender oder abgerissener Anhänger stehenbleibt. Zieht die Zugmaschine den Anhänger dennoch, so entstehen Bremsplatten an den Hängerrädern.

## Konsequenzen
Die Konsequenzen eines Bremsplatten sind starke Vibrationen im Fahrzeug, die zu einer Verschlechterung des Fahrverhaltens und auch zu einer höheren Geräuschentwicklung führen können. In den meisten Fällen neigt ein Reifen durch die an dieser Stelle größere Auflagefläche dazu, auch bei etwas geringerer Bremswirkung erneut zu blockieren, und damit die Vibrationen weiter zu verstärken.
Bei nur geringer Intensität des Bremsplattens können die Vibrationen durch die weitere Abnutzung des Reifens nach kurzer Zeit wieder verschwinden, ein zeitaufwändiger Reifenwechsel ist nur in wenigen Fällen sinnvoll. Bei „größeren“ Bremsplatten kann jedoch die Lauffläche bis auf die Karkasse abgenutzt sein, ein Reifenwechsel ist hier zwingend erforderlich.
Ein bekanntes Beispiel für die Folgen eines Bremsplattens ereignete sich beim Großen Preis von Europa 2005 auf dem Nürburgring, als Reifenwechsel in der Formel 1 nicht erlaubt waren. Der in Führung liegende Kimi Räikkönen schied in der letzten Runde aus, nachdem er beim Anbremsen einen Bruch der Radaufhängung erlitten hatte. Ursache dieses Bruches waren Vibrationen, die durch einen Bremsplatten verursacht wurden. Räikkönen hatte sich im Laufe des Rennens mehrmals verbremst. In der darauf folgenden Saison waren Reifenwechsel wieder erlaubt.
Bei LKW-Reifen können Reifenschäden zum Platzen des Reifens während der Fahrt führen.